# كنتيشي
كنتيشي، هو أحد أنواع التمور التي تنتج بواحات الجريد بالجنوب التونسي، ولا تنتجه واحات نفزاوة التي تقع على الضفة الجنوبية من شط الجريد. والكنتيشي تمر صغير الجرم إذ يبلغ طول التمرة حوالي 3 صم. وهو جاف بحيث يسهل نقله وتسويقه خارج مناطق الواحات، ومما جعله من أشهر أنواع التمور رخص ثمنه وهو ما جعله في متناول الفئات الشعبية بالمقارنة مع تمور الدقلة أو حتى العليق التي تكون أثمانها مرتفعة.

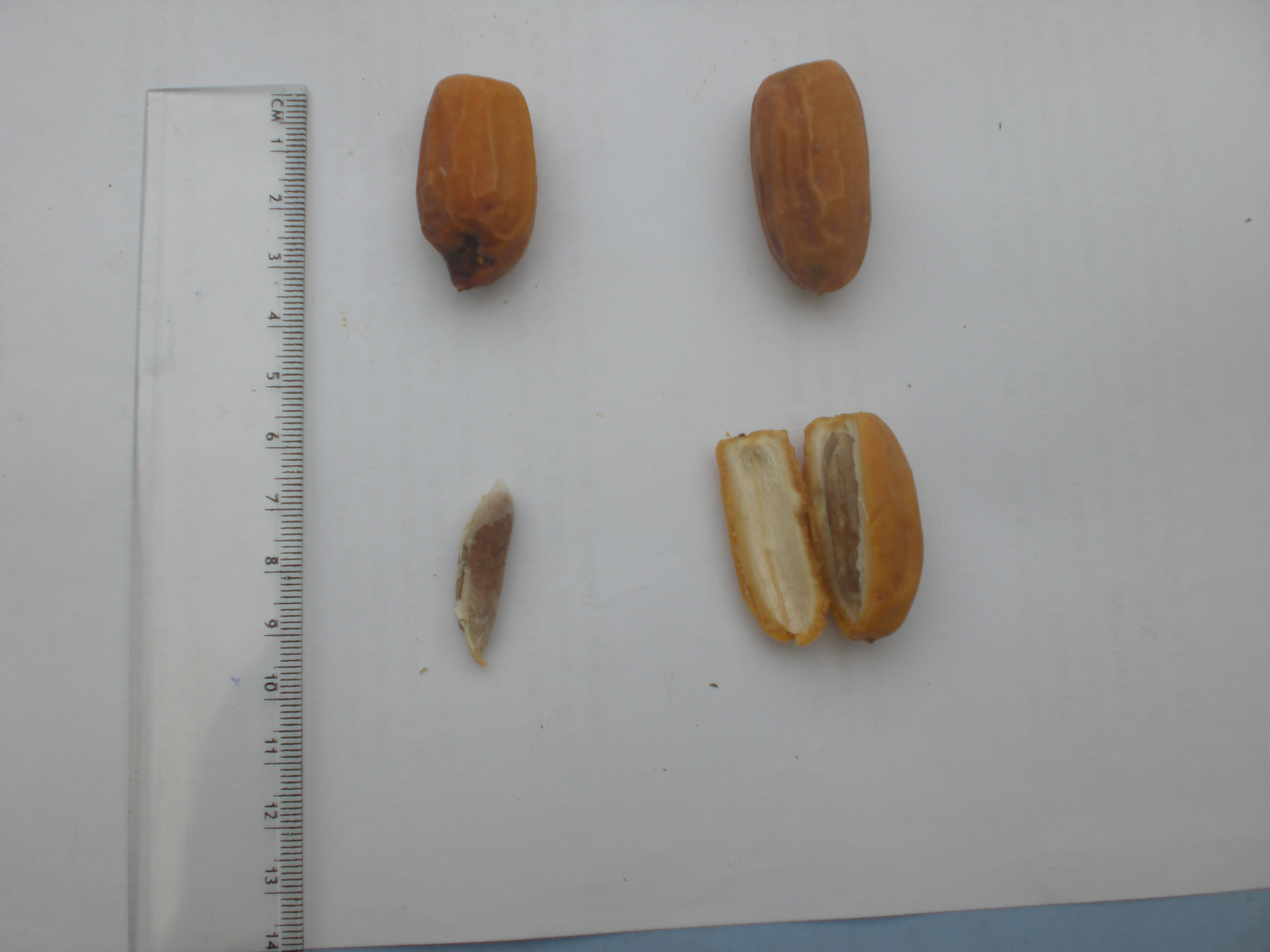
تمر الكنتيشي